# 모토마키정
모토마키정(일본어: 本牧町)은 일본 나가노현 기타사쿠군에 있던 정이다. 현재의 사쿠시 북서부와 다테시나정 일부에 해당한다.

## 역사
- 1889년 4월 1일 - 정촌제 시행에 의해 3촌의 구역을 확장해 모토마키촌이 성립하였다.
- 1954년 4월 1일 - 정으로 승격해 모토마키정 되었다.
- 1959년 8월 1일 - 가스가촌·교와촌·후세촌과 합병해, 모치즈키정이 성립하여, 동일 모토마키정은 폐지되었다.

합병 후 1960년 4월 15일, 모치즈키정의 옛 지역 중 일부(모타이의 일부)가 다테시나정에 편입되었다.

## 교통

### 도로
- 국도 제142호선

## 참고문헌
- 角川日本地名大辞典 20 長野県